# Piaggio Sfera

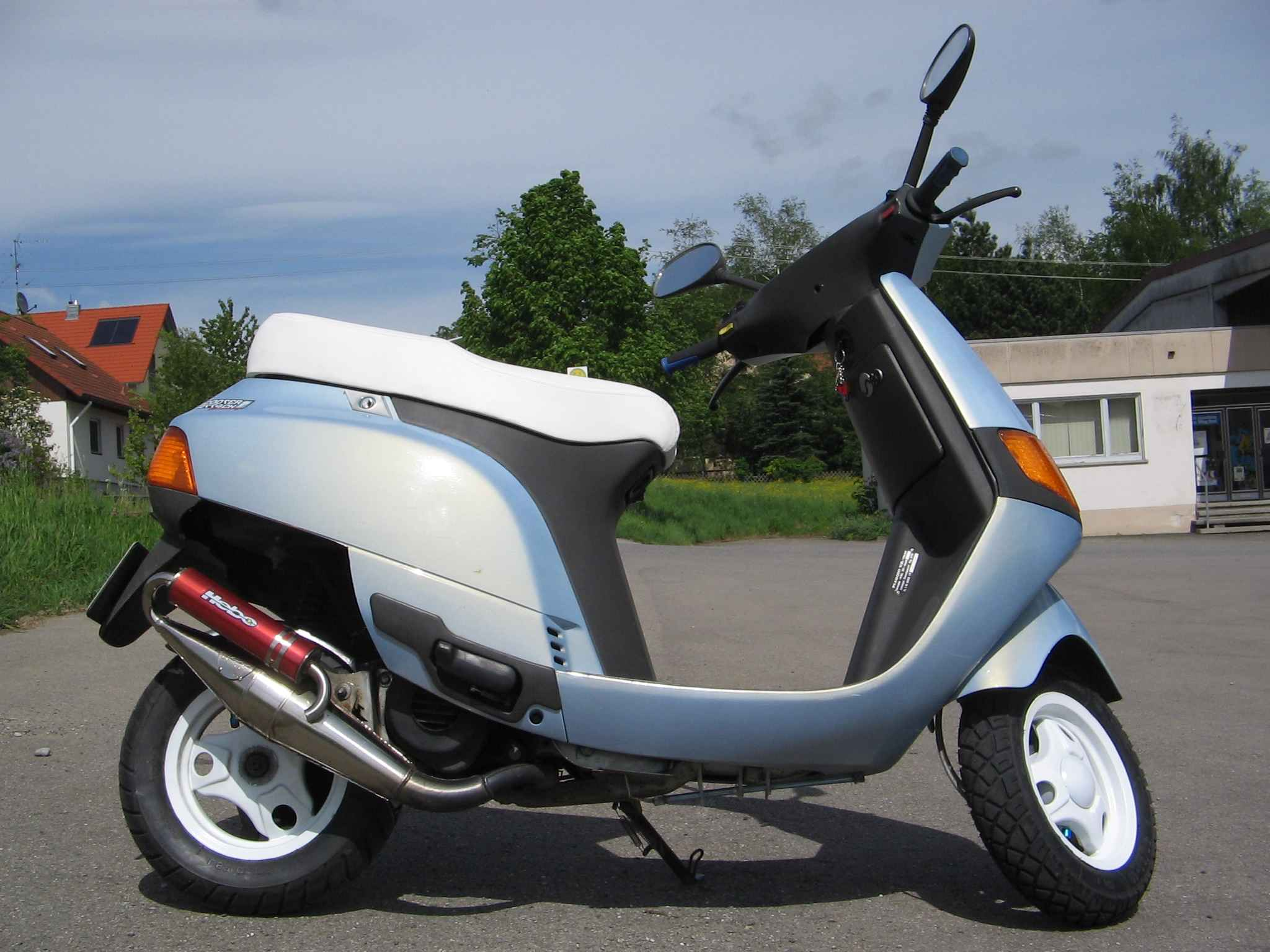
Seitenansicht einer Sfera1 NSL 80, Baujahr 1992

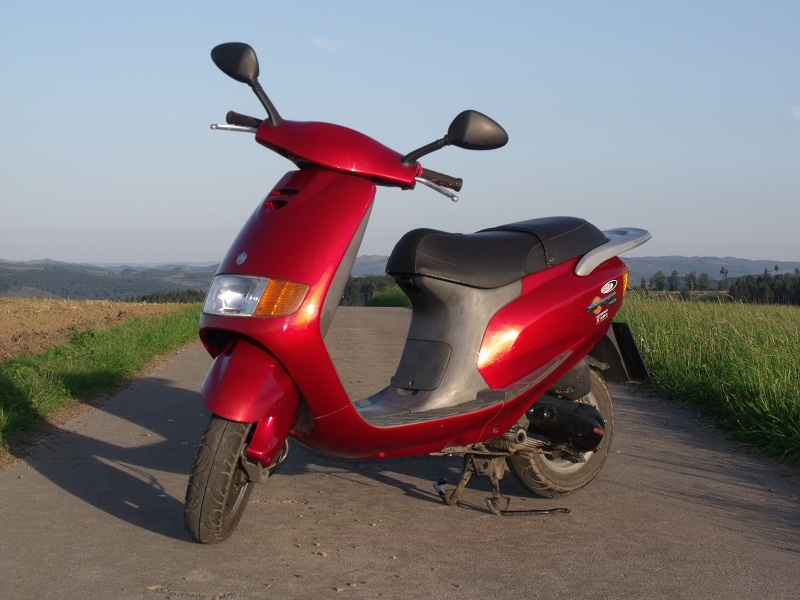
Seitenansicht einer Sfera RST 125, Baujahr 1996

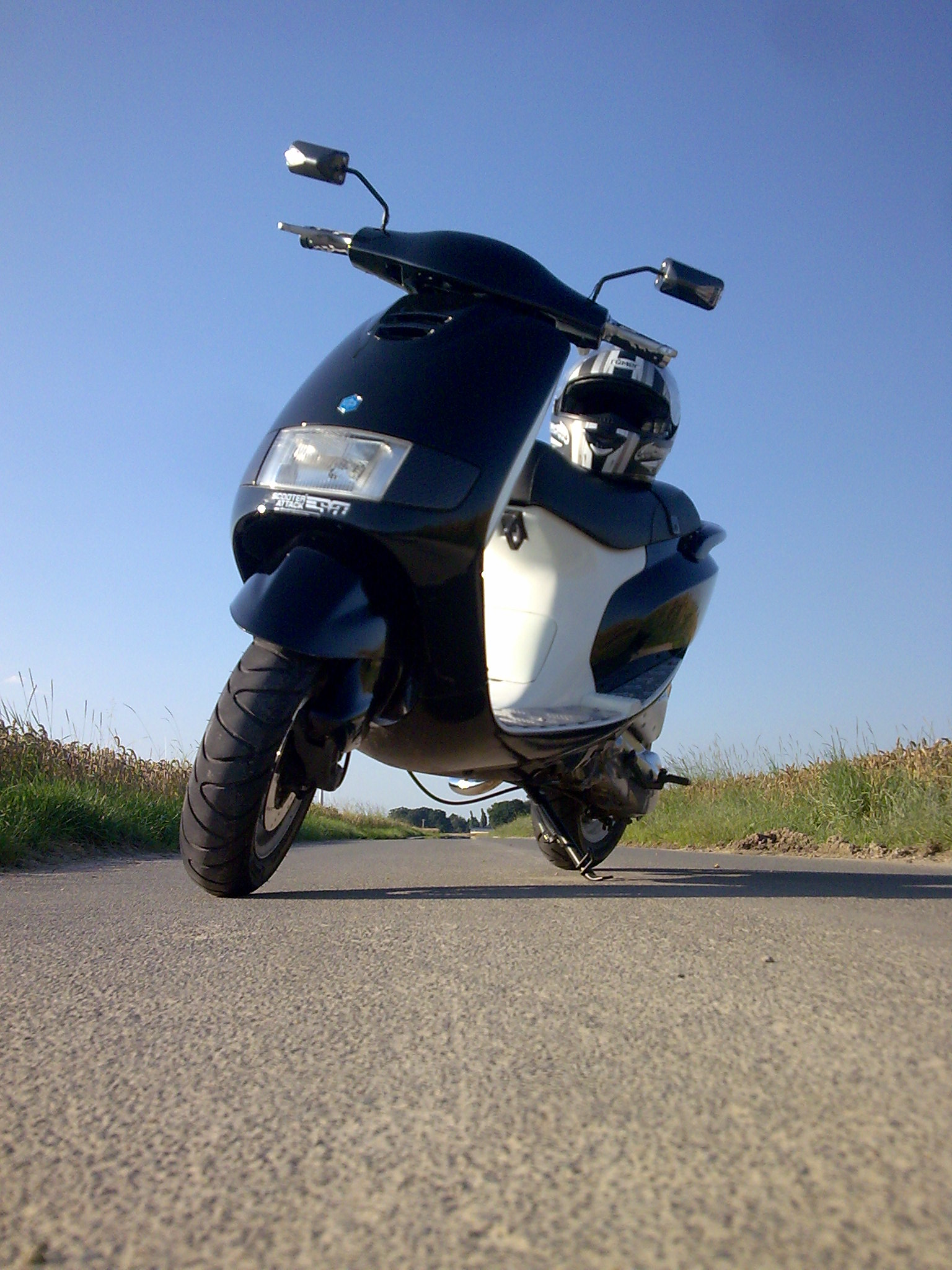
Frontansicht einer Sfera2 RST 50, Baujahr 1995

Der Piaggio Sfera ist ein Motorroller des italienischen Fahrzeugherstellers Piaggio.

## Modellgeschichte
1990 wurde die Sfera (ital.: sfera, Kugel) in Monte Carlo der Öffentlichkeit erstmals präsentiert. Piaggio hatte den Roller neu entwickelt, ein völlig neues Konzept ersetzte die ursprüngliche Technik der seit 1946 gebauten Vespa. Dem Ur-Roller mit selbsttragender Stahlblech-Karosserie glich die Sfera lediglich noch im Grundprinzip: freier Durchstieg, Zweitaktmotor und ein an einer Schwinge aufgehängtes Vorderrad. Die Sfera besteht aus einem verwindungssteifen Zentralrohrrahmen/Profilblechen und einem Steuerrohr. Die Verkleidung besteht komplett aus Kunststoff. Diese lässt sich leicht vom Gestell lösen und bietet somit eine einfache Reparaturumgebung.

## Technik
Der Motor ist ein weiterer Unterschied gegenüber den Vespas; durch seine Konstruktion wird ein niedriger und nach vorn verlagerter Schwerpunkt erreicht. Der Roller hat eine Fliehkraftkupplung und ein automatisches stufenloses Keilriemengetriebe, dadurch ist das Schalten am Drehgriff unnötig. Bis 1995 wurden über 250.000 Sfera der ersten Serie, also NSL 50/80 gebaut und verkauft.
1992 entstand der damalige High Tech-Roller Quartz als Ableger der Sfera; es war der erste flüssigkeitsgekühlte Roller von Piaggio und hatte eine Scheibenbremse am Vorderrad.
1995 wurde aus der Sfera NSL die Sfera RST. Das überarbeitete Modell hatte eine leicht veränderte Karosserie, eine Scheibenbremse am Vorderrad sowie einen modifizierten Antrieb. Die Abgase konnten durch einen optionalen, ungeregelten Kat gereinigt werden. Das Modell NSL 80 wurde vom RST 125 mit Viertaktmotor abgelöst.

## Motorisierung
Die Sfera war mit folgender Motorisierung erhältlich:
- Sfera1 NSL 50 (49 cm³ 2-Takt Motor) (1991–1995)
- Sfera1 NSL 80 (75 cm³ 2-Takt Motor) (1991–1994) – (Gleicht optisch der NSL 50, jedoch andere Triebsatzschwinge mit größerer Fliehkraftkupplung und Alu-Zylinder.)
- Sfera RST 50 (49 cm³ 2-Takt Motor) (1995–1997)
- Sfera RST 125 (124 cm³ 4-Takt Motor) (1995–1997)